# 린치공산당
린치공산당(일본어: リンチ共産党 린치쿄산토[*])란 전전 비합법정당 시절 일본공산당의 역사 가운데 1932년 10월의 아타미 사건부터, 1935년 3월 최후의 중앙위원 하카마다 사토미가 검거되어 당재건을 시도할 당중앙 간부가 단 한 명도 남지 않게 될 때까지의 기간을 가리키는 통칭이다.
이 시기의 일본공산당은 아타미 사건으로 인한 당조직 괴멸의 타격을 끝내 극복하지 못했고, 심지어 옥중에 있던 간부들이 속속 전향하면서 당원수가 감소일로를 걸었다. 또한 비상시공산당 괴멸의 주요 원인이었던 경찰 밀정의 당중앙 침투가 상시화되어, 밀정의 밀고로 간부가 검거될 때마다 잔존 당원들이 당중앙을 재건하는 패턴이 반복되었다. 때문에 이 시기는 타키가와 사건 등 국내 공안탄압이 질적・양적으로 확대되어 가는 상황임에도 불구하고 공산당은 더 이상 당으로서 활동을 진행해 나가기 어렵게 되었고, 오히려 당내에서 서로를 밀정으로 의심하여 린치해서 때려죽이는 등의 사태로 이어졌다.
최후의 중앙위원인 하카마다가 검거당한 이후, 여러 지방조직에서 산발적으로 당중앙 재건 움직임을 1940년 중반 무렵까지 계속했으나 모두 탄압으로 종식되었고, 제2차 세계대전 패전으로 인해 옥중의 공산당 간부들이 풀려나올 때까지 당조직은 다시 재건되지 못했다.

## 내력

### 야마모토 지도부 (1933년 1월 - 5월)
1932년 10월 아타미 사건으로 당중앙이 괴멸한 후, 검거를 면한 중앙위원 미야가와 토라오가 11월 임시당중앙을 조직했으나 금방 검거당해서 다시 괴멸했다. 이듬해 1933년 1월, 모스크바 동방노력자공산대학에서 귀국한 야마모토 마사미가 당중앙을 재건하고, 병상에 누워 있던 노로 에이타로를 비롯해서 타니구치 나오헤이・오오이즈미 켄조가 중앙위원이 되었고, 3월에 야마시타 헤이지・미후네 토메키치가 합류했다. 그런데 이 가운데 오오이즈미・미후네는 특고 밀정이 된 상태였다. 5월에는 밀정(오오이즈미로 여겨짐)의 밀고로 코바야시 타키지가 당내 연락활동 중에 검거되어 고문치사를 당했다. 같은 달, 미후네의 밀고로 야마모토・타니구치・야마시타가 검거되면서 당중앙 자체가 붕괴했다.
한편, 일본공산당 산하의 대중단체였던 전국농민조합 전국회의파(전농 전회파) 및 일본노동조합전국협의회(전협)는 그때까지의 공산당의 졸렬한 지도로 인해 당국의 탄압을 받아 이 무렵이 되면 거의 활동정지 상태였다.

### 노로・오오이즈미 지도부 (1933년 5월 - 11월)
야마모토 지도부가 괴멸한 이후, 탄압을 면한 중앙위원이자 강좌파의 대표 이론가인 노로 에이타로가 집행 전면에 나서 위원장에 취임했으며, 오오이즈미가 밀정인 줄 모르고 함께 지도권을 장악했다. 미야모토 켄지・헨미 시게오・오바타 타츠오가 중앙위원으로 보충되었다.
그러나 6월, 옥중에 있던 고참 간부 사노 마나부(제2차 일본공산당 시절 지도자)・나베야마 사다치카가 「공동피고 동지에게 고하는 서」를 발표하여 코민테른으로부터의 분리와 “일국적 사회주의”의 실현, 중국 군벌 및 미국 자본주의에 대한 일본의 전쟁 지지, 천황제의 인정을 주장했다. 역시 옥중에 있던 카자마 죠키치(비상시공산당 시절 지도자)・미타무라 시로・타나카 세이겐(무장공산당 시절 지도자) 등이 동조하였고, 이후 옥중의 당원들의 대량전향이 진행되었다. 당중앙은 사노・나베야마 2인을 제명했으나 이 흐름을 막지 못했다. 
11월에는 오오이즈미의 밀고로 노로가 경찰에 검거되고, 이듬해 1934년 2월 옥사했다.

### 미야모토・오오이즈미 지도부 (1933년 11월 - 12월)
노로가 검거당한 이후 미야모토 켄지 역시 오오이즈미가 밀정인 줄 모른 채 그와 함께 당지도부를 조직했고, 중앙위원으로 하카마다 사토미・아키사사 마사노스케를 충원했다.
미야모토는 밀정 적발을 최우선 과제로 권유했고, 이것이 대중조직의 프랙션으로 파급되면서 당 전체에 상호불신과 의심암귀의 분위기가 만연했다. 그 결과 중앙위원 가운데 오오이즈미와 오바타가 밀정으로 의심받아 12월에 사문에 회부되었고, 그 과정에서 오바타가 미야모토에게 맞아 죽었다(일본공산당 스파이 사문사건). 이 사건으로 미야모토는 검거되었다.
미야모토는 재판에서 밀정에 대한 처분은 제명일 뿐이라며, 때려죽이려고 의도한 것이 아니고, 오바타가 매독으로 인해 심장이 약한 특이체질이라서 격론하는 가운데 “툭 치니까 죽었다”고 과실치사를 주장했다(오바타의 동생 등은 그런 체질 따위 없었다고 반박했다). 이것은 현재까지 일본공산당의 공식 입장이기도 하다.
확실한 밀정인 오오이즈미와 달리, 오바타의 경우에는 밀정이 아니었을 수 있다는 가능성이 전후 연구에서 제기되었으나, 마찬가지로 밀정이 맞다는 것이 일본공산당의 현재 공식 입장이다.

### 하카마다 지도부 (1933년 12월 - 1935년 3월)
미야모토가 잡혀들어간 후 하카마다 사토미・헨미 시게오・아키사사 마사노스케가 당 지도부를 조직했으나, 얼마 지나지 않아 헨미, 곧이어서 아키사사가 린치사건의 용의자로 추가검거되었기 때문에 1934년 4월 이후 중앙위원은 하카마다 1명 뿐이었다. 이 시점에서 이미 당중앙은 실질적으로 붕괴된 것이다.
의심암귀에 사로잡힌 아카마다는 밀정 적발을 위한 “전 당원의 재등록”을 요구했으나, 역으로 하카마다를 밀정으로 간주한 “다수파”의 이반을 초래했다. 1934년 중반 무렵에는 당중앙(즉 하카마다)과 전협중앙 사이의 대립・항쟁이 격화, 개점휴업 상태이던 전협마저 탄압으로 와해되었다. 1935년 3월 마침내 하카마다까지 검거되었다.

## 붕괴 이후
하카마다가 검거된 이후, 하카마다 지도부로부터 이반한 “다수파”도 핵심멤버들이 검거되었고, 또 코민테른으로부터 비판을 받자 1935년 9월 “관서지방위원회”가 다수파 해산성명을 냈다. 요시미 미츠노리・와다 시사시・오쿠무라 히데마츠 등으로 구성된 관서지방위원회는 10월경 “일본공산당중앙 재건준비회”로 이행하여 1936년 12월까지 활동했다. 
한편 위장전향해서 출옥한 카스가 쇼지로에게 하라 젠고・타케나카 고자부로 등이 합류해서 1937년 12월 “일본공산주의자단”을 결성하고, 타키가와 사건 이후 결성된 학생단체 “경도대 쾰른”과 결부되어 1938년 9월까지 당재건을 추구했다. 이것이 노마 히로시의 소설 『어두운 그림』의 배경이다.
그 밖에 오카베 타카시・하세가와 히로시・이토 리츠 등의 “당재건 준비위원회”(1937년 11월 - 1940년 6월), 카스가 쇼이치 등의 “게이힌 지방당재건그룹”( ? - 1940년 5월), “한신지방당 재건그룹”( ? - 1940년 9월) 등이 있었지만, 모두 재건에 이르기 전에 멤버들이 검거되어 괴멸되었다.